# Vuelta a Andalucía 1982
La 28ª edición de la Vuelta a Andalucía se disputó entre el 2 y el 7 de febrero de 1982 con un recorrido de 797,60 km dividido en un prólog y 5 etapas, una de ellas doble, con inicio en Marbella y final en Gandía. 
Participaron 64 corredores repartidos en 8 equipos de los que sólo lograron finalizar la prueba 56 ciclistas.
El vencedor, el belga Marc Sergeant, cubrió la prueba a una velocidad media de 34,784 km/h y se hizo igualmente con la clasificación de la regularidad. En la clasificación de la montaña se impuso el austriaco Harald Maier, y en la de metas volantes el español Avelino Perea.

## Etapas
| Etapa   | Fecha        | Recorrido                | Km        | Ganador de la etapa |
| Prólogo | 2 de febrero | Marbella - Marbella      | (CRE)     | Reynolds            |
| 1ª      | 3 de febrero | Marbella - Marbella      | 123,0     | Giuseppe Saronni    |
| 2ª      | 4 de febrero | Torre del Mar - El Ejido | 195,0     | Giuseppe Saronni    |
| 3ª      | 5 de febrero | Almería - Águilas        | ´145,0    | Marc Sergeant       |
| 4ª (a)  | 6 de febrero | Totana - Torrevieja      | 182,0     | Giuseppe Saronni    |
| 4ª (b)  | 6 de febrero | Torrevieja - Torrevieja  | 4,6 (CRI) | Ángel Arroyo        |
| 5ª      | 7 de febrero | Santa Pola - Gandía      | 143,0     | Giuseppe Saronni    |